# GLAADメディア賞映画賞 (拡大公開部門)
GLAADメディア賞映画賞 (拡大公開部門) （GLAAD Media Award for Outstanding Film – Wide Release）は、GLAADメディア賞の英語分野における部門の一つ。主要配給会社から公開されたLGBTに関連する優れた映画作品に授与される。1991年に「GLAADメディア賞映画賞」（GLAAD Media Award for Outstanding Film）という名称で創設され、1997年に現在の名称に変更された。

## 受賞・ノミネート作品一覧
※  太字 は最優秀映画賞受賞作品
※「†」はアカデミー最優秀作品賞受賞作品
※「‡」はアカデミー作品賞ノミネート作品

### 1990年代
| 年     | 邦題 原題                                                        | 監督                                            | プロデューサー                                                                        |
| ------ | ---------------------------------------------------------------- | ----------------------------------------------- | ------------------------------------------------------------------------------------- |
| 1991年 | 侍女の物語 The Handmaid's Tale                                   | フォルカー・シュレンドルフ                      | ダニエル・ウィルソン                                                                  |
| 1991年 | ロングタイム・コンパニオン Longtime Companion                    | ノーマン・ルネ                                  | スタン・ウロドコフスキー、リディア・ディーン・ピルチャー                              |
| 1992年 | 恋のためらい/フランキーとジョニー Frankie and Johnny             | ゲイリー・マーシャル                            | ゲイリー・マーシャル                                                                  |
| 1992年 | フライド・グリーン・トマト Fried Green Tomatoes                  | ジョン・アヴネット                              | ジョン・アヴネット、ノーマン・リア                                                    |
| 1994年 | フィラデルフィア Philadelphia                                    | ジョナサン・デミ                                | ジョナサン・デミ、エドワード・サクソン                                                |
| 1995年 | プリシラ The Adventures of Priscilla, Queen of the Desert        | ステファン・エリオット                          | アル・クラーク、 マイケル・ハムリン                                                   |
| 1995年 | GO fish Go Fish                                                  | ローズ・トローシュ                              | ローズ・トローシュ、グィネヴィア・ターナー                                            |
| 1996年 | ボーイズ・オン・ザ・サイド Boys on the Side                      | ハーバート・ロス                                | ハーバート・ロス、アーノン・ミルチャン、スティーヴン・ルーサー                        |
| 1996年 | キャリントン Carrington                                          | クリストファー・ハンプトン                      | ロナルド・シェドロ、ジョン・マッグラス                                                |
| 1996年 | ホーム・フォー・ザ・ホリデイ Home for the Holidays               | ジョディ・フォスター                            | ジョディ・フォスター、ペギー・ライスキー                                              |
| 1996年 | 3人のエンジェル To Wong Foo, Thanks for Everything! Julie Newmar | ビーバン・キドロン                              | ウォルター・F・パークス、ブルース・コーエン                                           |
| 1997年 | バウンド Bound                                                   | リリー・ウォシャウスキー ラナ・ウォシャウスキー | ステュアート・ボロス、アンドリュー・ラザー                                            |
| 1997年 | バードケージ The Birdcage                                        | マイク・ニコルズ                                | マイク・ニコルズ、ニール・A・マクリス                                                 |
| 1997年 | アメリカの災難 Flirting with Disaster                            | デヴィット・O・ラッセル                         | ディーン・シルヴァース                                                                |
| 1997年 | ゲット・オン・ザ・バス Get on the Bus                            | スパイク・リー                                  | ルーベン・キャノン、バリー・ローゼンブッシュ、ビル・ボーデン                          |
| 1997年 | SET IT OFF Set It Off                                            | F・ゲイリー・グレイ                             | オレーン・コーリス、デイル・ポロック                                                  |
| 1998年 | イン&アウト In & Out                                             | フランク・オズ                                  | G・マック・ブラウン、スコット・ルーディン、スザンヌ・サントリー、アダム・シュローダー |
| 1998年 | 恋愛小説家 ‡ As Good as It Gets                                  | ジェームズ・L・ブルックス                       | ジェームズ・L・ブルックス、ブリジット・ジョンソン、クリスティ・ズィー                 |
| 1998年 | 真夜中のサバナ Midnight in the Garden of Good and Evil           | クリント・イーストウッド                        | クリント・イーストウッド                                                              |
| 1998年 | ベスト・フレンズ・ウェディング My Best Friend's Wedding          | P・J・ホーガン                                  | ジェリー・ザッカー、ロナルド・バス、ギル・ネッター、パトリシア・ウッチャー            |
| 1999年 | ゴッド・アンド・モンスター Gods and Monsters                     | ビル・コンドン                                  | ポール・コリクマン、グレッグ・フィーンバーグ、マーク・R・ハリス                       |
| 1999年 | 私の愛情の対象 The Object of My Affection                        | ニコラス・ハイトナー                            | ローレンス・マーク                                                                    |
| 1999年 | 熟れた果実 The Opposite of Sex                                   | ドン・ルース                                    | デヴィット・カークパトリック、マイケル・ベスマン                                      |
| 1999年 | オスカー・ワイルド Wilde                                         | ブライアン・ギルバート                          | マーク・サミュエル、ピーター・サミュエルソン                                          |

### 2000年代
| 年     | 邦題 原題                                                                 | 監督                                      | プロデューサー |
| ------ | ------------------------------------------------------------------------- | ----------------------------------------- | --- |
| 2000年 | マルコヴィッチの穴 Being John Malkovich                                   | スパイク・ジョーンズ                      | スティーヴ・ゴリン、ヴィンセント・ランディ、サンディ・スターン、マイケル・スタイプ                                                                                 |
| 2000年 | ビッグ・ダディ Big Daddy                                                  | デニス・デューガン                        | アレン・コヴァート、アダム・サンドラー、ロバート・シモンズ、ジャック・ジャラプト                                                                                   |
| 2000年 | ハイスクール白書 優等生ギャルに気をつけろ! Election                       | アレクサンダー・ペイン                    | アルバート・バーガー、ロン・イェルザ、デヴィッド・ゲイル、キース・サンプルズ                                                                                       |
| 2000年 | フローレス Flawless                                                       | ジョエル・シュマッカー                    | ジョエル・シュマッカー、ジェーン・ローゼンタール、ニール・マキリス                                                                                                 |
| 2000年 | ハッピー・テキサス Happy, Texas                                           | マーク・イルズリー                        | マーク・イルズリー、リック・モントゴメリー、エド・ストーン |
| 2001年 | リトル・ダンサー Billy Elliot                                             | スティーブン・ダルドリー                  | グレッグ・ブレンマン、ジョン・フィン |
| 2001年 | ドッグ・ショウ! Best in Show                                              | クリストファー・ゲスト                    | マーク・ゴードン、カレン・マーフィー |
| 2001年 | 2番目に幸せなこと The Next Best Thing                                     | ジョン・シュレシンジャー                  | トム・ローゼンバーグ、レスリー・ディクソン、リン・ラドミン、ゲイリー・ルチェッシ                                                                                   |
| 2001年 | ワンダー・ボーイズ Wonder Boys                                            | カーティス・ハンソン                      | カーティス・ハンソン、スコット・ルーディン |
| 2002年 | ザ・メキシカン The Mexican                                                | ゴア・ヴァービンスキー                    | クリストファー・ボール、ジョン・バルデッチ、ローレンス・ベンダー                                                                                                   |
| 2003年 | めぐりあう時間たち ‡ The Hours                                            | スティーブン・ダルドリー                  | スコット・ルーディン、ロバート・フォックス |
| 2003年 | エデンより彼方に Far from Heaven                                          | トッド・ヘインズ                          | ジョディ・エレン、クリスティーン・ヴェイコン |
| 2003年 | フリーダ Frida                                                            | ジュリー・テイモア                        | サルマ・ハエック、サラ・グリーン、サルマ・ハエック、ジェイ・ポルシュタイン、リズ・スピード、ナンシー・ハーディン、リンゼイ・フリッキンジャー、ロベルト・スネイデル |
| 2003年 | ルールズ・オブ・アトラクション The Rules of Attraction                    | ロジャー・エイヴァリー                    | ロジャー・エイヴァリー、グレッグ・シャピロ |
| 2003年 | メラニーは行く! Sweet Home Alabama                                        | アンディ・テナント                        | ニール・H・モリッツ |
| 2004年 | ベッカムに恋して Bend It Like Beckham                                     | グリンダ・チャーダ                        | グリンダ・チャーダ、ディーパク・ナーヤル |
| 2004年 | トスカーナの休日 Under the Tuscan Sun                                     | オードリー・ウェルズ                      | トム・スターンバーグ、オードリー・ウェルズ |
| 2005年 | 愛についてのキンゼイ・レポート Kinsey                                     | ビル・コンドン                            | ゲイル・マトラックス |
| 2005年 | アレキサンダー Alexander                                                  | オリヴァー・ストーン                      | トーマス・シューリー、ジョン・キリク、イアイン・スミス、モリッツ・ボーマン                                                                                         |
| 2005年 | この世の果ての家 A Home at the End of the World                           | マイケル・メイヤー                        | トム・ハルス、ジョン・ハート (プロデューサー)、パメラ・コフラー、ケイティ・ルーメル、ジェフリー・シャープ、クリスティーン・ヴェイコン、ジョン・ウェルズ            |
| 2005年 | モンスター Monster                                                        | パティ・ジェンキンス                      | シャーリーズ・セロン、マーク・ダモン、クラーク・ピーターソン、ドナルド・カシュナー、ブラッド・ワイマン                                                             |
| 2005年 | セイブド! Saved!                                                          | ブライアン・ダネリー                      | マイケル・オホーヴェン、サンディ・スターン、マイケル・スタイプ、ウィリアム・ヴィンス                                                                               |
| 2006年 | ブロークバック・マウンテン ‡ Brokeback Mountain                           | アン・リー                                | ダイアナ・オサナ、 ジェームズ・シェイマス |
| 2006年 | カポーティ ‡ Capote                                                       | ベネット・ミラー                          | キャロライン・バロン、ウィリアム・ヴィンス、マイケル・オホーヴェン                                                                                                 |
| 2006年 | 幸せのポートレート The Family Stone                                       | トーマス・べズーチャ                      | マイケル・ロンドン |
| 2006年 | キスキス,バンバン Kiss Kiss Bang Bang                                     | シェーン・ブラック                        | ジョエル・シルバー |
| 2006年 | RENT/レント Rent                                                          | クリス・コロンバス                        | ジェーン・ローゼンタール、ロバート・デ・ニーロ、クリス・コロンバス、マーク・ラドクリフ、マイケル・バーナサン                                                       |
| 2007年 | リトル・ミス・サンシャイン ‡ Little Miss Sunshine                         | ジョナサン・デイトン ヴァレリー・ファリス | マーク・タートルトーブ、デヴィッド・フレンドリー、ピーター・サラフ、アルバート・バーガー、ロン・イェルザ                                                           |
| 2007年 | The Night Listener                                                        | パトリック・ステットナー                  | ロバート・ケセル、ジル・フットリック、ジェフリー・シャープ、ジョン・ハート (プロデューサー)、アーミステッド・モーピン                                              |
| 2007年 | ハサミを持って突っ走る Running with Scissors                              | ライアン・マーフィー                      | ライアン・マーフィー、ブラッド・ピット、ブラッド・グレイ、デデ・ガードナー                                                                                         |
| 2007年 | タラデガ・ナイト オーバルの狼 Talladega Nights: The Ballad of Ricky Bobby | アダム・マッケイ                          | ジミー・ミラー、ジャド・アパトー |
| 2007年 | Vフォー・ヴェンデッタ V for Vendetta                                      | ジェームズ・マクティーグ                  | ジョエル・シルバー、ラナ・ウォシャウスキー、リリー・ウォシャウスキー、グランド・ヒル                                                                               |
| 2008年 | スターダスト Stardust                                                     | マシュー・ヴォーン                        | ロレンツォ・ディ・ボナヴェンチュラ、マイケル・ドライヤー、ニール・ゲイマン、マシュー・ヴォーン                                                                     |
| 2008年 | アクロス・ザ・ユニバース Across the Universe                              | ジュリー・テイモア                        | マシュー・グロス、ジェニファー・トッド、スザンヌ・トッド |
| 2008年 | ジェイン・オースティンの読書会 The Jane Austen Book Club                  | ロビン・スウィコード                      | ジョン・コーリー、ジュリー・リン、ダイアナ・ナッパー |
| 2009年 | ミルク ‡ Milk                                                             | ガス・ヴァン・サント                      | ダン・ジンクス、ブルース・コーエン |
| 2009年 | 情愛と友情 Brideshead Revisited                                           | ジュリアン・ジャロルド                    | ロバート・バーンスタイン、ケヴィン・ローダー、ダグラス・レイ |
| 2009年 | キミに逢えたら! Nick & Norah's Infinite Playlist                          | ピーター・ソレット                        | ケリー・コハンスキー・ロバーツ、アンドリュー・ミアノ、クリス・ワイツ、ポール・ワイツ                                                                               |
| 2009年 | ロックンローラ RocknRolla                                                 | ガイ・リッチー                            | スティーヴ・クラーク＝ホール、スーザン・ダウニー、ガイ・リッチー、ジョエル・シルバー                                                                               |
| 2009年 | それでも恋するバルセロナ Vicky Cristina Barcelona                         | ウディ・アレン                            | レッティ・アロンソン、ジャウメ・ロウレス、スティーヴン・テネンバウム、ギャレス・ワイリー                                                                           |

### 2010年代
| 年     | 邦題 原題                                                                       | 監督                                                                | プロデューサー |
| ------ | ------------------------------------------------------------------------------- | ------------------------------------------------------------------- | --- |
| 2010年 | シングルマン A Single Man                                                       | トム・フォード                                                      | トム・フォード、アンドリュー・ミアノ、ロバート・サレルノ、クリス・ワイツ                                                                                     |
| 2010年 | みんな元気 Everybody's Fine                                                     | カーク・ジョーンズ                                                  | ジャンニ・ヌナリ、テッド・フィールド、ヴィットリオ・チェッキ・ゴーリ、グリニス・マーレイ                                                                     |
| 2010年 | 40男のバージンロード I Love You, Man                                            | ジョン・ハンバーグ                                                  | ドナルド・デ・ライン、ジョン・ハンバーグ |
| 2010年 | プレシャス ‡ Precious                                                           | リー・ダニエルズ                                                    | リー・ダニエルズ、ゲイリー・マグネス、サラ・シーゲル・マグネス、オプラ・ウィンフリー、トム・ヘラー、タイラー・ペリー、リサ・コルテス                         |
| 2010年 | ウッドストックがやってくる! Taking Woodstock                                    | アン・リー                                                          | ジェームズ・シェイマス、アン・リー、セリア・コスタス |
| 2011年 | キッズ・オールライト ‡ The Kids Are All Right                                   | リサ・チョロデンコ                                                  | ゲイリー・ギルバート、ジェフリー・レヴィ＝ヒント、セリーヌ・ラトレイ、ジョーダン・ホロヴィッツ、ダニエラ・タップリン・ランドバーグ、フィリップ・ヘルマン     |
| 2011年 | バーレスク Burlesque                                                            | スティーヴ・アンティン                                              | ドナルド・デ・ライン |
| 2011年 | 小悪魔はなぜモテる?! Easy A                                                     | ウィル・グラック                                                    | ザンヌ・ディヴァイン、ウィル・グラック |
| 2011年 | ミレニアム2 火と戯れる女 The Girl Who Played with Fire                          | ダニエル・アルフレッドソン                                          | ソーレン・スタルモス、ジョン・マンケル |
| 2011年 | スコット・ピルグリム VS. 邪悪な元カレ軍団 Scott Pilgrim vs. the World           | エドガー・ライト                                                    | マーク・プラット、エリック・ギター、ナイラ・パーク、エドガー・ライト                                                                                         |
| 2012年 | 人生はビギナーズ Beginners                                                      | マイク・ミルズ                                                      | レスリー・アーダング、ディーン・ヴェネット、ミランダ・ドゥ・ペンシエ、 ラース・ヌードセン、ジェイ・ヴァン・ホイ                                              |
| 2012年 | アルバート氏の人生 Albert Nobbs                                                 | ロドリゴ・ガルシア                                                  | グレン・クローズ、ボニー・カーティス、ジョン・ゴフ |
| 2012年 | J・エドガー J. Edgar                                                            | クリント・イーストウッド                                            | クリント・イーストウッド、ブライアン・グレイザー、ロバート・ロレンツ                                                                                         |
| 2013年 | ウォールフラワー The Perks of Being a Wallflower                                | スティーブン・チョボスキー                                          | リアネ・ハルフォン、ラッセル・スミス、ジョン・マルコヴィッチ                                                                                                 |
| 2013年 | マリーゴールド・ホテルで会いましょう The Best Exotic Marigold Hotel             | ジョン・マッデン                                                    | グレアム・ブロードベント、ピーター・チャーニン |
| 2013年 | クラウド アトラス Cloud Atlas                                                   | トム・ティクヴァ、ラナ・ウォシャウスキー アンディ・ウォシャウスキー | シュテファン・アルント、グラント・ヒル (プロデューサー)、トム・ティクヴァ、ラナ・ウォシャウスキー、アンディ・ウォシャウスキー                                |
| 2013年 | パラノーマン ブライス・ホローの謎 ParaNorman                                    | サム・フェル、クリス・バトラー                                      | トラヴィス・ナイト、アリアンヌ・サットナー |
| 2013年 | ラブ・トライアングル Your Sister's Sister                                       | リン・シェルトン                                                    | スティーブン・シャルト |
| 2014年 | あなたを抱きしめる日まで ‡ Philomena                                            | スティーヴン・フリアーズ                                            | ガブリエル・ターナ、 スティーヴ・クーガン、トレイシー・シーウォード                                                                                          |
| 2014年 | アデル、ブルーは熱い色 La vie d'Adele: Chapitres 1 et 2                         | アブデラティフ・ケシシュ                                            | アブデラティフ・ケシシュ、ブラヒム・シウア、ヴァンサン・マラヴァル                                                                                           |
| 2014年 | ダラス・バイヤーズクラブ ‡ Dallas Buyers Club                                   | ジャン＝マルク・ヴァレ                                              | ロビー・ブレナー、レイチェル・ウィンター |
| 2014年 | キル・ユア・ダーリン Kill Your Darlings                                         | ジョン・クロキダス                                                  | マイケル・ベナローヤ、クリスティン・ヴァション、ローズ・ガングーザ、ジョン・クロキダス                                                                       |
| 2014年 | シャドウハンター The Mortal Instruments: City of Bones                          | ハラルド・ズワルト                                                  | ドン・カーモディ、ロバート・クルツァー |
| 2015年 | イミテーション・ゲーム/エニグマと天才数学者の秘密 ‡ The Imitation Game          | モルテン・ティルドゥム                                              | ノーラ・グロスマン、アイドー・オストロウスキー、テディ・シュワルツマン                                                                                       |
| 2015年 | 人生は小説よりも奇なり Love Is Strange                                          | アイラ・サックス                                                    | ルーカス・ホアキン、ラース・ヌードセン、アイラ・サックス、ジェイン・バロン・シャーマン、ジェイ・ヴァン・ホイ                                                 |
| 2015年 | パレードへようこそ Pride                                                        | マシュー・ウォーチャス                                              | デイヴィッド・リヴィングストン |
| 2015年 | スケルトン・ツインズ 幸せな人生のはじめ方 The Skeleton Twins                    | クレイグ・ジョンソン                                                | ステファニー・ランホフ、ジェニファー・リー、ジェイコブ・ペチェニック                                                                                         |
| 2015年 | タミー/Tammy Tammy                                                              | ベン・ファルコーン                                                  | メリッサ・マッカーシー、ウィル・ファレル、アダム・マッケイ                                                                                                   |
| 2016年 | キャロル Carol                                                                  | トッド・ヘインズ                                                    | エリザベス・カールセン、スティーヴン・ウーリー、クリスティーン・ヴェイコン                                                                                   |
| 2016年 | リリーのすべて The Danish Girl                                                  | トム・フーパー                                                      | ティム・ビーヴァン、エリック・フェルナー、アン・ハリソン、トム・フーパー、ゲイル・マトラックス                                                               |
| 2016年 | DOPE ドープ!! Dope                                                              | リック・ファミュイワ                                                | フォレスト・ウィテカー、ニナ・ヤン・ボンジョヴィ |
| 2016年 | ハンズ・オブ・ラヴ 手のひらの勇気 Freeheld                                      | ピーター・ソレット                                                  | エリオット・ペイジ、マイケル・シャンバーグ、ステイシー・シェア、ジェームズ・D・スターン、シンシア・ウェイド                                                  |
| 2016年 | 愛しのグランマ Grandma                                                          | ポール・ワイツ                                                      | アンドリュー・ミアノ、ポール・ワイツ、パリス・カシドコス、テリー・ダガス                                                                                     |
| 2017年 | ムーンライト † Moonlight                                                        | バリー・ジェンキンス                                                | アデル・ロマンスキー、デデ・ガードナー、ジェレミー・クライナー                                                                                               |
| 2017年 | スター・トレック BEYOND Star Trek Beyond                                        | ジャスティン・リン                                                  | J・J・エイブラムス、ロベルト・オーチー、リンジー・ウェバー、ジャスティン・リン                                                                               |
| 2018年 | 君の名前で僕を呼んで ‡ Call Me by Your Name                                     | ルカ・グァダニーノ                                                  | ピーター・スピアーズ、ルカ・グァダニーノ、エミリー・ジョルジュ、ロドリゴ・ティシェイラ、マルコ・モラビート、ジェームズ・アイヴォリー、ハワード・ローゼンマン |
| 2018年 | バトル・オブ・ザ・セクシーズ Battle of the Sexes                                | ジョナサン・デイトン ヴァレリー・ファリス                           | クリスチャン・コルソン、ダニー・ボイル、ロバート・グラフ |
| 2018年 | レディ・バード ‡ Lady Bird                                                      | グレタ・ガーウィグ                                                  | スコット・ルーディン、イーライ・ブッシュ、エブリン・オニール                                                                                                 |
| 2018年 | ワンダー・ウーマンとマーストン教授の秘密 Professor Marston and the Wonder Women | アンジェラ・ロビンソン                                              | テリー・レナード、エイミー・レッドフォード |
| 2018年 | シェイプ・オブ・ウォーター † The Shape of Water                                 | ギレルモ・デル・トロ                                                | ギレルモ・デル・トロ、J・マイルズ・デイル |
| 2019年 | Love, サイモン 17歳の告白 Love, Simon                                           | グレッグ・バーランティ                                              | マーティ・ボーウェン、ウィク・ゴッドフリー、アイザック・クラウスナー、プーヤ・シャーバジアン                                                                 |
| 2019年 | ブロッカーズ Blockers                                                           | ケイ・キャノン                                                      | エヴァン・ゴールドバーグ、セス・ローゲン、ジェームズ・ウィーヴァー、ジョン・ハーウィッツ、ヘイデン・シュロスバーグ、クリス・フェントン                       |
| 2019年 | クレイジー・リッチ! Crazy Rich Asians                                           | ジョン・M・チュウ                                                   | ニーナ・ジェイコブソン、ブラッド・シンプソン、ジョン・ペノッティ                                                                                             |
| 2019年 | デッドプール2 Deadpool 2                                                        | デヴィッド・リーチ                                                  | サイモン・キンバーグ、ライアン・レイノルズ、ローレン・シュラー・ドナー                                                                                       |
| 2019年 | 蜘蛛の巣を払う女 The Girl in the Spider's Web                                   | フェデ・アルバレス                                                  | スコット・ルーディン、イーライ・ブッシュ、オーレ・ソンドベルイ、ソーレン・スタルモス、エイミー・パスカル、エリザベス・カンティロン                           |

### 2020年代
| 年                                                                             | 邦題 原題                                                   | 監督                                                                                                 | プロデューサー |
| ------------------------------------------------------------------------------ | ----------------------------------------------------------- | --- | --- |
| 2020年                                                                         | ブックスマート 卒業前夜のパーティーデビュー Booksmart       | オリヴィア・ワイルド                                                                                 | ミーガン・エリソン、チェルシー・バーナード、デヴィッド・ディステンフェルド、ケイティ・シルバーマン                                     |
| 2020年                                                                         | スキャンダル Bombshell                                      | ジェイ・ローチ                                                                                       | シャーリーズ・セロン、A・J・ディックス、ベス・コノ、チャールズ・ランドルフ、ジェイ・ローチ、マーガレット・ライリー                     |
| 2020年                                                                         | ダウントン・アビー Downton Abbey                            | マイケル・エングラー                                                                                 | ジュリアン・フェロウズ、ギャレス・ニーム、リズ・トラブリッジ                                                                           |
| 2020年                                                                         | ジュディ 虹の彼方に Judy                                    | ルパート・グールド                                                                                   | デヴィッド・リヴィングストーン |
| 2020年                                                                         | ロケットマン Rocketman                                      | デクスター・フレッチャー                                                                             | アダム・ボーリング、デヴィッド・ファーニッシュ、デヴィッド・リード、マシュー・ヴォーン                                                 |
| 2021年                                                                         | ハピエスト・ホリデー 私たちのカミングアウト Happiest Season | クレア・デュヴァル                                                                                   | ジョナサン・マッコイ、アイザック・クラウスナー、マーティ・ボーウェン                                                                   |
| 2021年                                                                         | ザ・クラフト: レガシー The Craft: Legacy                    | ゾーイ・リスター＝ジョーンズ                                                                         | ダグラス・ウィック、ルーシー・フィッシャー、ジェイソン・ブラム                                                                         |
| 2021年                                                                         | マ・レイニーのブラックボトム Ma Rainey's Black Bottom       | ジョージ・C・ウルフ                                                                                  | トッド・ブラック、デンゼル・ワシントン、ダニー・ウルフ                                                                                 |
| 2021年                                                                         | オールド・ガード The Old Guard                              | ジーナ・プリンス＝バイスウッド                                                                       | デヴィッド・エリソン、ダナ・ゴールドバーグ、ドン・グレンジャー、シャーリーズ・セロン、ベス・コノ、A・J・ディックス、マーク・エヴァンス |
| 2021年                                                                         | ザ・プロム The Prom                                         | ライアン・マーフィー                                                                                 | ライアン・マーフィー、アレクシス・マーティン・ウッドオール、アダム・アンダース、ドリー・ベリンスタイン、ビル・ダマスキ                 |
| 2022年                                                                         |                                                             | | |
| エターナルズ Eternals                                                          | クロエ・ジャオ                                              | ルイス・デスポジート、ヴィクトリア・アロンソ、ケヴィン・デラノイ、ケヴィン・ファイギ、ネイト・ムーア | |
| Everybody’s Talking About Jamie 〜ジェイミー〜 Everybody's Talking About Jamie | ジョナサン・バターレル                                      | マーク・ハーバート、ピーター・カールトン、アーノン・ミルチャン                                       | |
| ミッチェル家とマシンの反乱 The Mitchells vs. the Machines                      | マイク・リアンダ                                            | フィル・ロード、クリストファー・ミラー、カート・アルブレヒト                                         | |
| tick, tick... BOOM! : チック、チック…ブーン! tick, tick… BOOM!                 | リン＝マニュエル・ミランダ                                  | ブライアン・グレイザー、ロン・ハワード、リン＝マニュエル・ミランダ                                   | |
| ウエスト・サイド・ストーリー West Side Story                                   | スティーヴン・スピルバーグ                                  | リタ・モレノ、スティーヴン・スピルバーグ、ケヴィン・マックラム、クリスティ・マコスコ・クリーガー     | |